# Peter Neumann
Peter Neumann   (Darmstadt, 26 de març de 1948) és un antic pilot d'enduro alemany, quatre vegades Campió d'Europa en 50 cc amb Zündapp (1972 a 1975) i tres vegades Campió d'Alemanya (1973 a 1975). Com a membre de l'equip de la RFA guanyà el Trofeu als ISDT dues vegades (1975 i 1976).
Resident a Eschollbrücken, a la regió de Darmstadt (prop del seu Darmstadt natal), Neumann va debutar en competicions d'enduro el 1964. Els anys 1970 i 1971 va ser tercer al Campionat d'Europa de 50 cc i el 1972 va començar el seu quadrienni de domini del campionat. El 1972, a més, formà part per primera vegada de l'equip de la RFA al Trofeu dels ISDT. Peter Neumann va acabar la seva carrera esportiva amb els Sis Dies de 1978, a Suècia.